# 加藤武男 (流し)
加藤 武男（かとう たけお、1927年 - 2009年9月11日）は、50年以上の間、新宿ゴールデン街を中心に活躍した流し。高橋錦吉の命名によるマレンコフの愛称で知られた。埼玉県大宮市出身。

## 経歴
1927年生まれ。埼玉県浦和市の軍需工場に勤め、工場内の素人楽団でギターを始めた。軍需工場で終戦を迎え、戦後は劇団のバンドとして巡業、一度は郵便配達の仕事に就くも、配達先の中にギターの教師の家があった縁で、1949年、音楽を志して新宿で流しを始めた。1967年よりゴールデン街に出入りするようになり、新宿の文化人との深い交流をもった。レパートリーは3000曲、戦前の歌謡曲からロシア民謡、軍歌や革命歌などリクエストにこたえて歌い続けた。
腱鞘炎で腕を傷めたために、楽器をギターからアコーディオンに変え、アコーディオンでも独特の音色が好評であった。アコーディオンの重さによる肩の負担から、再びギター演奏となり、「体がもたない」と言いながらも「歩ける限り、この仕事はやめない」と仕事を続けた。1971年には岐阜県での「全日本フォークジャンボリー」に、フォーク歌手の岡林信康と共にステージに立ち、2万人の観衆を前に伴奏した。
1980年代末頃から「ゴールデン街の名物」として、テレビや雑誌からの取材も増えた。1989年には新宿の駅ビルで、芸能生活40年を祝う会が開催された。発起人は作家の田中小実昌や北方謙三、イラストレーターの黒田征太郎を始め、放送作家の高田文夫や小説家の佐木隆三や船戸与一、評論家の村上兵衛、常連客211人と酒場32軒が名を連ねた。1990年代末頃には本名を知る客も減り、マレンコフの名で通した。
80歳を過ぎても、週に2・3度は店を回っていた。しかし病院好きが仇となり、2009年6月、薬の飲みすぎにより体調を崩し、入退院を繰り返す身となった。同2009年8月半ば、店からの要望に応え、2時間以上の演奏を楽しんだが、すでに以前から患っていた肝硬変が悪化しており、同8月末に入院。同2009年9月、82歳で死去した。通夜は遺志に基づいて遺族のみで行われたが、悲報を知ったゴールデン街の人々が何十人も駆けつけ、遺族を驚かせた。
その生涯は2010年、テレビ番組などを手掛けるドキュメンタリー監督の大上典保により、ドキュメンタリー『NAGASHI その名はマレンコフ』として映画化された。

## 人物
ゴールデン街の流しでは、客が曲目を注文すれば、演歌、軍歌、民謡まで2000曲以上の載った分厚い歌本から、そのページ数を即答した。客の持ち歌はすべて記憶しており、顔を見ただけで、何も言わなくてもギターを弾き始めることもあった。音程や速さを合わせるのみならず、妻を喪ったという男性客からの注文での演奏では、その声色に合わせて悲しげな音程に変えることもあり、そうした配慮から「うちにはカラオケは不要」という店主もいた。加藤に逢いたい客が来店しても加藤が来ず、客が帰ってから加藤が現れるというすれ違いが続いたことから、1984年頃には、ゴールデン街の店舗の店員たちからポケットベルを持たされた。「座敷が途切れることのないように」との配慮で、そうした店員たちの優しさにも支えられた。
佐木隆三は「風格のあるスターで、近寄りがたかった」という一方で、あるとき伴奏料として誤って多額の紙幣を入れた封筒を渡したところ、「困ります」と怒られて返金されたといい、そのような謙虚で正直な人柄を好んだ。高田文夫からは「人間的な優しさや温かさがあり、何万曲のレパートリー、何を歌ってもすぐに合わせてくれた」、漫画家の高信太郎からは「会えば楽しいし、いないと寂しい、ゴールデン街の象徴的な存在」「新宿に欠かせない名物、見かけないと心配」と評された。梶山季之や田中小実昌といった新宿の文化人らにも愛され、田中は「空気みたいなもの、新宿で飲む時は必ず呼ぶ」と語っていた。昭和20年代の新宿の事情に通じていたことから、ノンフィクション作家の久田恵は「新宿の生き証人」と語った。漫画家の滝田ゆうも「ゴールデン街の宝」として、自身の漫画に頻繁に登場させた。『NAGASHI その名はマレンコフ』を制作した大上典保は「寡黙で地味だけど、誰からも愛される不思議な魅力があった」と、その人柄を偲んだ。
私生活においては、妻との間に長男をもうけた。東京都練馬区に自宅があったが、普段は新宿のアパートに泊まり、練馬への帰宅は週に一度程度であった。長男によれば、生活時間帯の違いもあって、父子での会話はほとんどなく、テレビや雑誌で流しとしての活動を知るまでは、「ただの飲んだくれ親父。良い思い出は何もない」と話していた。1988年に加藤の妻が心筋梗塞に倒れて以降は一変、回復した妻と共に夫妻で温泉などを楽しみつつ、ノートに妻や息子への想いを「愛してるよ」「いてくれて感謝している」など、密かに書いていた。

## 脚註

### 註釈
1. ↑  マレンコフの愛称は、口数少なくいつも口をへの字に結んでいた、加藤の顔がゲオルギー・マレンコフに似ていたことからついたという[1]。